# Bomolocha uruguayalis
Bomolocha uruguayalis är en fjärilsart som beskrevs av Paul Dognin 1914. Bomolocha uruguayalis ingår i släktet Bomolocha och familjen nattflyn. Inga underarter finns listade i Catalogue of Life.